# Манолов, Тодор
Тодор Христов Манолов (болг. Тодор Христов Манолов; 3 августа 1951, София — 5 сентября 2014) — болгарский легкоатлет, специалист по метанию молота. Выступал за сборную Болгарии по лёгкой атлетике в 1970-х годах, чемпион Европы среди юниоров, двукратный чемпион Балкан, дважды чемпион Болгарии, участник летних Олимпийских игр в Мюнхене.

## Биография
Тодор Манолов родился 3 августа 1951 года в Софии, Болгария. Приходится внуком известному композитору Эмануилу Манолову (1860—1902), отец Христо Манолов (1900—1953) и дядя Здравко Манолов (1925—1983) — так же композиторы.
Занимался лёгкой атлетикой в столичном клубе «Левски София», проходил подготовку под руководством Васила Крумова.
Первого серьёзного успеха на международном уровне добился в сезоне 1970 года, когда вошёл в состав болгарской сборной и выступил на впервые проводившемся юниорском европейском первенстве в Коломбе, где превзошёл всех соперников в зачёте метании молота, в том числе взял верх над будущим серебряным олимпийским призёром из Советского Союза Алексеем Спиридоновым. Таким образом, стал первым болгарским легкоатлетом — чемпионом Европы среди юниоров (не считая победы спринтера Живко Трайкова на неофициальных Европейских юниорских играх).
Благодаря череде успешных выступлений в 1972 году Манолов удостоился права защищать честь страны на летних Олимпийских играх в Мюнхене — на предварительном квалификационном этапе метнул молот на 65,62 метра, чего оказалось недостаточно для выхода в финал.
На протяжении большей части спортивной карьеры Тодор Манолов уступал в конкурентной борьбе соотечественнику Димитру Миндову, но в 1973 и 1976 годах ему всё же удалось дважды стать чемпионом Болгарии в метании молота. Также в 1974 и 1976 годах он дважды выигрывал Балканские игры. Личный рекорд — 73,52 метра.
Умер в результате сердечного приступа 5 сентября 2014 года в возрасте 63 лет. Похоронен на Центральном кладбище Софии.